# Staraja Dieriewnia (przystanek kolejowy w obwodzie smoleńskim)
Staraja Dieriewnia (ros. Старая Деревня) – przystanek kolejowy w miejscowości Czeriomuszki, w rejonie wiaziemskim, w obwodzie smoleńskim, w Rosji. Położony jest na linii Moskwa - Mińsk - Brześć.